# Кадырово (Белокатайский район)
Кадырово (баш. Ҡәҙер) — деревня в Белокатайском районе Республики Башкортостан Российской Федерации. Входит в состав Атаршинского сельсовета.

## География
Стоит по берегам реки Аллаелга.

### Географическое положение
Расстояние до:

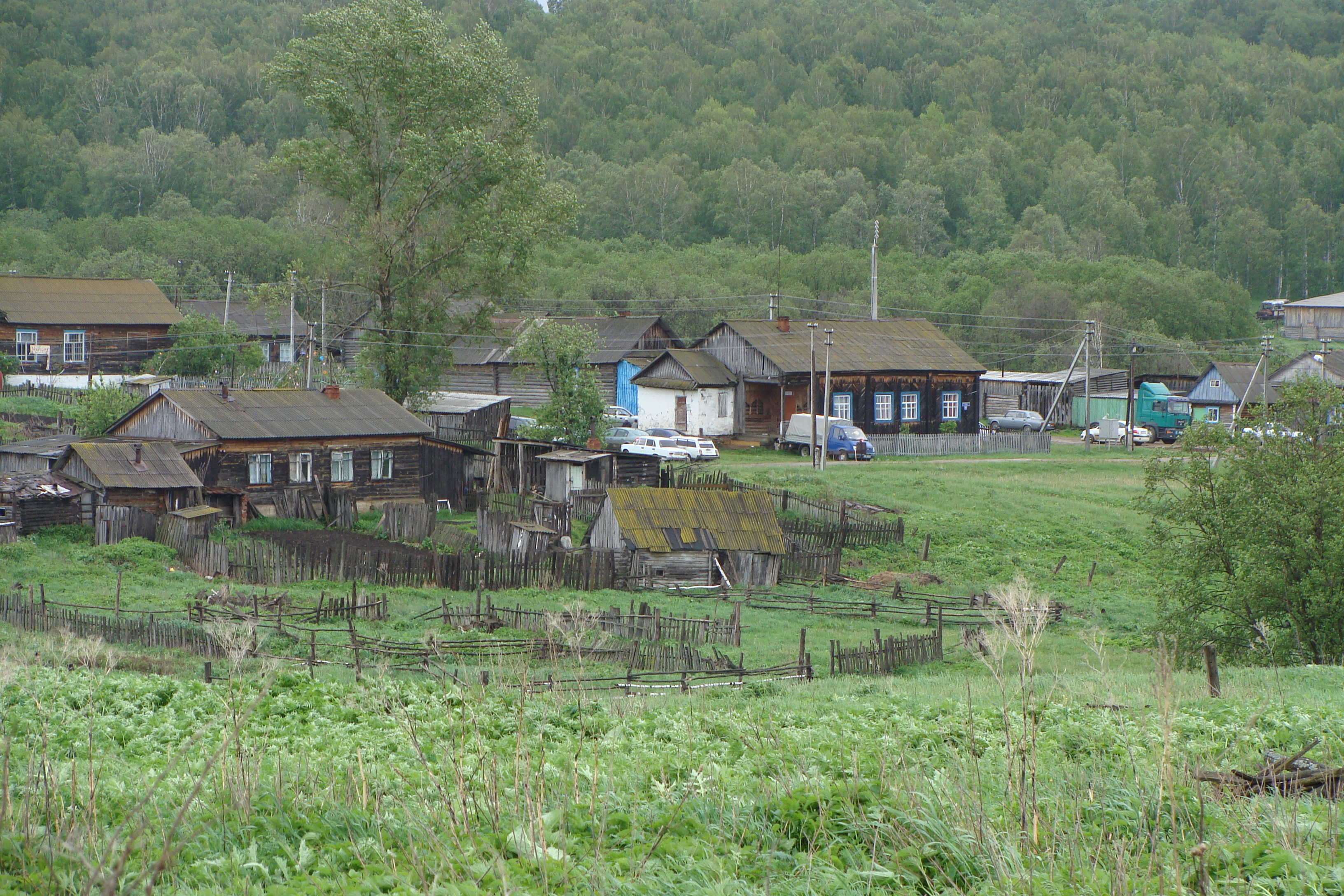

- районного центра (Новобелокатай): 34 км,
- центра сельсовета (Атарша): 20 км,
- ближайшей ж/д станции (Ункурда): 70 км.

## История
К 1906 году деревня Ново-Кадырова входила в состав 2-й Айлинской волости

## Население
| 2002 | 2009 | 2010 |
| ---- | ---- | ---- |
| 169  | ↘151 | ↘128 |

### Национальный и гендерный состав
К 1906 году в 67 дворах проживали 450 человек, из них 200	мужчин, 250 женщин.
Согласно переписи 2002 года, преобладающая национальность — башкиры (76 %).

## Инфраструктура
Личное подсобное хозяйство с зоной сельскохозяйственного использования, индивидуальная застройка усадебного типа.
Кадыровский ФАП.

## Транспорт
Деревня доступна автотранспортом.